# Prepona narcissus
Prepona narcissus (durante o final do século XIX e século XX pertencendo ao gênero Agrias, agora em desuso) é uma espécie de borboleta neotropical da família dos ninfalídeos (Nymphalidae) e subfamília Charaxinae, ocorrendo da Venezuela até Guiana Francesa, sendo o Suriname local de coleta de seu tipo nomenclatural, ao Brasil amazônico, com diversos espécimes coletados nos estados do Amazonas e Pará.

## Taxonomia
Prepona narcissus foi classificada por Otto Staudinger, em 1885, e descrita como Agrias narcissus na obra Deutsche entomologische Zeitschrift Iris, publicada em 1902.

## Distribuição
Prepona narcissus ocorre da Venezuela até Guiana Francesa, sendo o Suriname local de coleta de seu tipo nomenclatural, ao Brasil amazônico, com diversos espécimes coletados nos estados do Amazonas e Pará.

## Descrição
Apresenta o padrão superior geral de coloração enegrecida, com manchas vermelho-rosadas e azuis metálicas, características, em suas asas; apresentando um padrão, em vista inferior, com sete manchas arredondadas, como ocelos de centro branco-azulado, na margem de suas asas posteriores. Tufos amarelos, nas costas das asas dos machos, liberam feromônios, através de escamas androconiais, para atrair as borboletas fêmeas.

## Hábitos
Prepona narcissus é ativa apenas em dias ensolarados e quentes, por volta do meio-dia, raras de serem vistas e geralmente vistas em alturas de cinco a 20 metros ou no solo das florestas; frequentemente encontrada se alimentando de exsudações de troncos de árvores ou em de líquidos provenientes de frutos em fermentação, carniça e esterco de mamíferos.

## Subespécies
P. narcissus possui três subespécies:
- Prepona narcissus narcissus - Descrita por Staudinger em 1885, de exemplar proveniente do Suriname.
- Prepona narcissus tapajonus - Descrita por Fassl em 1921, de exemplar proveniente do Brasil (Pará).
- Prepona narcissus stoffeli - Descrita por Mast & Descimon em 1972, de exemplar proveniente da Venezuela.

## Conservação
Em 2007, sob o nome Agrias narcissus, a espécie foi classificada como em perigo na Lista de espécies de flora e fauna ameaçadas de extinção do Estado do Pará; em 2018, também com o nome Agrias narcissus, com a rubrica de "dados insuficientes" no Livro Vermelho da Fauna Brasileira Ameaçada de Extinção do Instituto Chico Mendes de Conservação da Biodiversidade (ICMBio).